# Caprella scaura
Caprella scaura is een vlokreeftensoort uit de familie van de spookkreeftjes (Caprellidae). De wetenschappelijke naam van de soort werd in 1836 voor het eerst geldig gepubliceerd door Templeton.

## Verspreiding
Caprella scaura is een vlokreeftje. Het werd voor het eerst beschreven vanuit Mauritius in 1836, maar wordt gevonden in tropische en subtropische gebieden over de hele wereld. Zijn oorsprongsgebied is onzeker; waarnemingen van C. scaura in verschillende delen van de wereld lijken echter introducties te zijn. Geïntroduceerde populaties zijn gemeld uit de Amerikaanse west-, oost-, Golf- en Hawaïaanse kusten, evenals uit Australië, de Atlantische kust van Spanje, de Middellandse Zee en de Canarische Eilanden. Caprella scaura kan, net als andere spookkreeftjes, worden gevonden die zich vastklampen aan vegetatie, hydroïdpoliepen, mosdiertjes en door de mens gemaakte structuren. Het heeft zeer hoge dichtheden bereikt op sommige geïntroduceerde locaties waar het inheemse spookkreeftjes en andere soorten vlokreeften kan verdringen.